# 자크 라피트
자크 라피트(Jacques Laffite, 1767년 10월 24일 바욘 - 1844년 5월 26일 파리)는 프랑스의 은행가이자 정치인이다.
자크 라피트는 은행가에서 빠르게 출세하여 프랑스 은행 총재직까지 오른 것으로 알려져 있다. 자유주의 하원의원으로서, 라피트는 1830년 7월 혁명에 참여하고 루이 필리프 1세의 국무회의 의장이 되었다.

## 생애
자크 라피트는 1767년 10월 24일 피레네아틀랑티크에 있는 바욘에서 태어났다. 바욘의 장인 목수 피에르 라피트(† 1789년)와 에티에네트 로제르 사이 열 명의 자식들(아들 넷 딸 여섯) 중 하나였다. 출신 가정은 평범했다.
자크 라피트는 사업가이자 하원의원인 마르탱 라피트와 장바티스트 라피트(1775-1843)의 형제이다. 장바티스트 라피트는 앙투아네트 루이즈 르페브르데누에트와 결혼하여 은행가 샤를 라피트를 가졌다.
짧은 학업을 마치고, 자크 라피트는 먼저 12살에 아버지 곁에서 목수 견습이 되었고, 이후 2년 동안 바욘 공증인네서 3급서기로 일하다가, 14살에는 같은 도시에서 상인 포르말라게스 씨의 점원으로 일했다.

### 은행가로서의 경력
1788년, 21살의 나이로 자크 라피트는 후견인의 추천서를 갖추고 파리로 상경했다. 은행가 장프레데리크 페레고의 사무실에서 서기로 평범한 직업을 얻고자 말이다. 페레고 은행은 외국인들과 지닌 관계 덕에 공안위원회의 은행이 되었고, 브뤼메르 18일 이후 적절히 자기 자리를 가질 수 있었던 페레고는 나폴레옹 보나파르트의 재정 고문 중 하나가 된다.
라피트는 회계 장부를 맡는데 고용되었고, 뛰어난 자질과 은행 일에 있어 진정한 소질을 보여줬다. 사교적이고, 활발하며 쾌활한 성격에, 대단한 업무 능력과 명석판명한 정신을 지닌 라피트는 빠르게 출세했다.
페레고는 라피트가 성장할 수 있도록 해주었고, 그에게 점점 더 중요한 책임을 맡겼다.